# Vùng Ancash
Ancash (phát âm:  [aŋ.kaʃ]) là một vùng nằm ở phía bắc Peru. Vùng này giáp với La Libertad về phía bắc, Huánuco và Pasco ở phía đông, Lima về phía nam và Thái Bình Dương ở phía tây. Thủ phủ của cả vùng này là thành phố Huaraz (còn được gọi là Waras), còn thành phố lớn nhất là thành phố cảng Chimbote, nằm ven bờ Thái Bình Dương ở phía Bắc của vùng. Tên của vùng này bắt nguồn từ ngôn ngữ Quechua là anqash (ánh sáng) hay anqas (màu xanh).

## Bộ phận chính trị
| Tỉnh                  | Thủ phủ    | Số huyện |
| --------------------- | ---------- | -------- |
| Aija                  | Aija       | 5        |
| Antonio Raymondi      | Llamellín  | 6        |
| Asunción              | Chacas     | 2        |
| Bolognesi             | Chiquián   | 15       |
| Carhuaz               | Carhuaz    | 11       |
| Carlos F. Fitzcarrald | San Luis   | 3        |
| Casma                 | Casma      | 4        |
| Corongo               | Corongo    | 7        |
| Huaraz                | Huaraz     | 12       |
| Huari                 | Huari      | 16       |
| Huarmey               | Huarmey    | 5        |
| Huaylas               | Caraz      | 10       |
| Mariscal Luzuriaga    | Piscobamba | 8        |
| Ocros                 | Orcos      | 10       |
| Pallasca              | Cabana     | 11       |
| Pomabamba             | Pomabamba  | 4        |
| Recuay                | Recuay     | 10       |
| Santa                 | Chimbote   | 9        |
| Sihuas                | Sihuas     | 10       |
| Yungay                | Yungay     | 8        |